# Ворожки
Ворожки — хутір в складі села Підопригори в Україні на  Слобожанщині, у Лебединській міській громаді Сумського району Сумської області. Населення становить 20 осіб. До 2020 орган місцевого самоврядування — Підопригорівська сільська рада.

## Історія
- Хутір Ворожки (Ворожкін) на 1862 рік входив до складу Межиріцької волості (Лебединського повіту)[1].

- За даними на 1864 рік в казенному хуторі Ворожки Лебединського повіту Харківської губернії, мешкало 93 осіб (43 чоловічої статі та 50 — жіночої), налічувалось 11 дворових господарств[2].
- 12 червня 2020 року, відповідно до розпорядження Кабінету Міністрів України № 723-р «Про визначення адміністративних центрів та затвердження територій територіальних громад Сумської області» увійшов до складу Лебединської міської громади[3].
- 19 липня 2020 року, після ліквідації Лебединського району, хутір увійшов до складу Сумського району[4].